# Autistic Self Advocacy Network
Autistic Self Advocacy Network (ASAN) – amerykańska organizacja non-profit o statusie 501(c)(3), prowadzona przez osoby ze spektrum autyzmu i działająca na ich rzecz. Została założona w 2006 roku.
Siedziba ASAN mieści się w Waszyngtonie. Organizacja działa na rzecz promocji przepisów i polityk o pozytywnym wpływie na funkcjonowanie osób autystycznych.
Twórcy inicjatywy opowiadają się za włączaniem osób z autyzmem do dyskusji na temat zagadnień ich dotyczących, w tym: kształtowania polityki, sposobu reprezentacji w mediach i usług wsparcia dla osób niepełnosprawnych. Organizacja skrytykowała zrzeszenie Autism Speaks ze promowanie polityk szkodliwych dla osób autystycznych i przyczynianie się do ich stygmatyzacji oraz za systematyczne wykluczanie osób autystycznych z kierownictwa.